# Cuadrangular Mes de la Patria
El Cuadrangular Mes de la Patria o Copa Mes de la Patria fue un torneo amistoso disputado en Argentina.
El torneo fue disputado en la ciudad de San Miguel de Tucumán. 

## Forma de disputa
Se jugó una semifinal entre el campeón tucumano, Atlético Tucumán, e Independiente, campeón argentino, y otra entre San Martín de Tucumán y Lazio.

## Equipos participantes
| Equipo                | Ciudad                |
| --------------------- | --------------------- |
| Atlético Tucumán      | San Miguel de Tucumán |
| San Martín de Tucumán | San Miguel de Tucumán |
| Independiente         | Avellaneda            |
| Lazio                 | Roma                  |

### Distribución geográfica de los equipos
| Jurisdicción         | Cant. | Equipo                                  |
| -------------------- | ----- | --------------------------------------- |
| Provincia de Tucumán | 2     | Atlético Tucumán, San Martín de Tucumán |
| Buenos Aires         | 1     | Independiente                           |
| Lazio                | 1     | Lazio                                   |

## Fase final
|  | Semifinal          | Semifinal          |            |                  | Final              | Final              | Final              |  |
|  | 23 de mayo de 1979 | 23 de mayo de 1979 |            |                  | 25 de mayo de 1979 | 25 de mayo de 1979 | 25 de mayo de 1979 |  |
|  |                    |                    |            |                  |                    |                    |                    |  |
|  |                    |                    |            |                  |                    |                    |                    |  |
|  | Atlético Tucumán   | 5                  |            |                  |                    |                    |                    |  |
|  | Atlético Tucumán   | 5                  |            |                  |                    |                    |                    |  |
|  | Independiente      | 1                  |            |                  |                    |                    |                    |  |
|  | Independiente      | 1                  |            | Atlético Tucumán | 0                  | (5)                |                    |  |
|  |                    |                    |            | Atlético Tucumán | 0                  | (5)                |                    |  |
|  |                    |                    | San Martín | 0                | (4)                |                    |                    |  |
|  | San Martín         | 2                  | San Martín | 0                | (4)                |                    |                    |  |
|  | San Martín         | 2                  |            |                  |                    |                    |                    |  |
|  | Lazio              | 0                  |            |                  |                    |                    |                    |  |
|  | Lazio              | 0                  |            |                  |                    |                    |                    |  |
|  |                    |                    |            |                  |                    |                    |                    |  |

### Semifinales
| 23 de mayo de 1979 | Atlético Tucumán | 5 - 1 | Independiente |                        |                        |
|                    | Ruiz · Fernández · Millicay · Urcevich · Burgos · Castro · Valoy · Palomba · Barrientos · Mecca · Leguizamón · (H.Gómez) · 6' Adolfo Mecca · 18', 68' Juan Carlos Leguizamón · 76', 85' Héctor Nicolás Gómez |       | Pogany · Lencina · Pagnanini · Zimmerman · O.Pérez · Larrosa · Leoni · Biondi · Alzamendi · Giagischia · Magallanes · 57' Rodolfo Enrique Zimmerman | Árbitro(s): A. Zapatta | Árbitro(s): A. Zapatta |

| 23 de mayo de 1979 | San Martín                   | 2 - 0 | Lazio | Estadio Monumental José Fierro, San Miguel de Tucumán |                      |
|                    | 13' Chaparro · 26' Marangoni |       |       | Árbitro(s): P. Manca                                  | Árbitro(s): P. Manca |

### Final
| 25 de mayo de 1979 | Atlético Tucumán | 0 - 0 (5 - 4 p.) | San Martín |                             |  |
|                    |                  |                  |            | Árbitro(s): J. C. Gutiérrez |  |

| Campeón Atlético Tucumán |
|                          |